# Charinus
Charinus (Simon, 1892) é o maior gênero da ordem Amblypygi. Geralmente são indivíduos pequenos (de 1 a 3 cm) e podem ser encontrados em florestas, cavernas e na cidade.
No Brasil 21 espécies de Charinus já foram descritas nos estados da Amazonas, Bahia, Espírito Santo, Minas Gerais, Pará, Rio Grande do Norte, Rondônia e São Paulo  .

## Espécies
Charinus (Simon, 1892)
- C. abbatei Delle Cave, 1986 - Somalia
- C. acaraje Pinto-da-Rocha, Machado & Weygoldt, 2002 - Brasil, Bahia
- C. acosta (Quintero, 1983) - Cuba
- C. africanus Hansen, 1921 - Guniné Equatorial, São Tomé e Príncipe
- C. asturius Pinto-da-Rocha, Machado & Weygoldt, 2002 - Brasil, São Paulo
- C. australianus (L. Koch, 1867) - Fiji, Nova Caledonia, Vanuatu, Oeste de Samoa
- C. bengalensis (Gravely, 1911) - India
- C. bichuetteae Giupponi & Miranda, 2016 - Brasil, Pará
- C. bonaldoi Giupponi & Miranda, 2016 - Brasil, Pará
- C. bordoni (Ravelo, 1975) - Venezuela
- C. brasilianus Weygoldt, 1972 - Brasil, Espírito Santo
- C. brescoviti Giupponi & Miranda, 2016 - Brasil, Amazonas
- C. bromeliaea Jocque & Giupponi, 2012 - Guiana Francesa
- C. bruneti Teruel & Quest, 2011 - Saint Barthélemy
- C. camachoi (González-Sponga, 1998) - Venezuela
- C. catingae Vasconcelos & Ferreira, 2016 - Brasil, Bahia
- C. carajas Giupponi & Miranda, 2016 - Brasil, Pará
- C. caribensis (Quintero, 1986) - Jamaica.
- C. centralis Armas & Ávila Calvo, 2000 - Cuba
- C. cubensis (Quintero, 1983) - Cuba
- C. decu (Quintero, 1983) - Cuba
- C. dhofarensis Weygoldt, Pohl and Polak, 2002
- C. dominicanus Armas & González, 2002
- C. eleonorae Baptista & Giupponi, 2003 - Brasil, Bahia
- C. fagei Weygoldt, 1972
- C. ferreus Giupponi & Miranda, 2016 - Brasil, Pará
- C. gertschi Goodnight & Goodnight, 1946
- C. guto Giupponi & Miranda, 2016 - Brasil, Pará
- C. insularis Banks, 1902 - Ilhas Galápagos, Peru
- C. ioanniticus (Kritscher, 1959)
- C. iuiu Vasconcelos & Ferreira, 2016 - Brasil, Bahia
- C. jiboassu Vasconcelos, Giupponi & Ferreira, 2014 - Brasil, Minas Gerais
- C. koepckei Weygoldt, 1972 - Peru
- C. madagascariensis Fage, 1954 - Madagascar
- C. milloti Fage, 1939
- C. montanus Weygoldt, 1972 - Brasil, Espírito Santo
- C. muchmorei Armas & Teruel, 1997
- C. mysticus Giupponi & Kury, 2002 - Brasil, Bahia
- C. neocaledonicus Simon, 1895 - Nova Caledônia
- C. omanensis Delle Cave, Gardner & Weygoldt 2009 - Oman
- C. orientalis Giupponi & Miranda, 2016 - Brasil, Pará
- C. pakistanus Weygoldt, 2005
- C. papuanus Weygoldt, 2006
- C. pardillalensis (González-Sponga, 1998)
- C. pecki Weygoldt, 2006
- C. perezassoi Armas, 2012 - Porto Rico
- C. pescotti Dunn 1949
- C. platnicki (Quintero 1986)
- C. potiguar Vasconcelos, Giupponi & Ferreira, 2013 - Brasil, Rio Grande do Norte
- C. quinteroiWeygoldt, 2002
- C. ricardoi Giupponi & Miranda, 2016 - Brasil, Amazonas
- C. schirchii (Mello-Leitão, 1931) - Brasil, Rio de Janeiro
- C. seychellarum Kraepelin 1898
- C. sillami Réveillion & Maquart, 2015 - French Guiana
- C. socotranus Weygoldt, Pohl & Polak, 2002
- C. stygochthobius Weygoldt and Van Damme, 2004
- C. tomasmicheli Armas, 2007
- C. troglobius Baptista & Giupponi, 2002 - Brasil, Bahia
- C. tronchonii (Ravelo, 1975)
- C. victori Armas, 2010 - Porto Rico
- C. vulgaris Miranda & Giupponi, 2011 - Brasil, Rondônia
- C. wanlessi Simon, 1892